# 113. konjeniški polk (ZDA)
Za druge 113. polke glejte 113. polk.
113. konjeniški polk (angleško 113. Cavalry Regiment) je eden izmed konjeniških polkov Kopenske vojske ZDA.